# Robert B. Israel
Robert Brian Israel ist ein US-amerikanischer mathematischer Physiker und Mathematiker.
Israel studierte an der University of Chicago mit dem Bachelor-Abschluss 1972 und wurde 1975 an der Princeton University bei Barry Simon promoviert (Tangents to the Pressure as Invariant Equilibrium States in Statistical Mechanics of Lattice Systems). Er war Associate Professor an der University of British Columbia.
Er befasst sich mit mathematischer Physik (Gittergase, statistische Mechanik), Optimierung und Stochastik sowie Programmierung in Maple. Er war in den 1970er Jahren an einigen grundlegenden Arbeiten über die Existenz von Phasenübergängen in (klassischen und quantenmechanischen) Gittermodellen beteiligt. Er forscht bei D-Wave-Systems in Burnaby (British Columbia) über Optimierungsalgorithmen.

## Schriften
- Convexity in the Theory of Lattice Gases, Princeton UP 1979
- Existence of phase transitions for long-range interactions, Commun. Math. Phys., Band 43, 1975, S. 59–68. Project Euclid
- High-temperature analyticity in classical lattice systems, Commun. Math. Phys., Band  50, 1976, S. 245–257.
- mit Jürg Fröhlich, Elliott Lieb, Barry Simon:  Phase transitions and reflection positivity. I. General theory and long range lattice models, Commun. Math. Phys, Band 62, 1978, S. 1–34, Teil II,  Lattice systems with short range and Coulomb interactions, J. Stat. Phys., Band 22, 1980, S. 297–347. Teil 1 bei Project Euclid
- Stronger players need not win more knockout tournaments, J. Amer. Stat. Assoc., Band 76, 1981, S. 950–951.
- mit Chiara Nappi: Quark confinement in the two dimensional lattice Higgs-Villian model, Comm. Math. Phys., Band 64, 1979, S. 177–189
- mit Chiara Nappi: Exponential clustering for long range integer spin systems, Comm. Math. Phys., Band 68, 1979, S. 29–38
- mit R. R. Phelps:  Some convexity questions arising in statistical mechanics, Math. Scand., Band 54, 1984, S. 133–156.
- Some examples concerning the global Markov property, Commun. Math. Phys., Band 105, 1986, S. 669–673.
- Generic triviality of phase diagrams in spaces of long-range interactions, Commun. Math. Phys., Band 106, 1986, S. 459–466.
- mit  P. Lisonek: Metric Invariants of Tetrahedra via Polynomial Elimination, ISSAC 2000
- mit J.S. Rosenthal, J.Z. Wei: Finding Generators for Markov Chains via Empirical Transition Matrices, with Applications to Credit Ratings, Mathematical Finance, Band 11, 2001,  S. 245–265.
- Some Generic Results in Mathematical Physics, in: Markov Processes and Related Fields, Band 10, 2004, 517–521.
- mit S. Morris and S. Wagon: Old Idaho Usual Here, Crux Mathematicorum, Band  34, 2008, S. 471–477
- mit Zhengbing Bian, Fabian Chudak, Brad Lackey, William G. Macready, Aidan Roy: Discrete optimization using quantum annealing on sparse Ising models, Frontiers in Physics, Band  2, 2014, S. 56
- Calculus the Maple way, Addison-Wesley 1996